# Gare de Chasseneuil-sur-Bonnieure
Ne doit pas être confondu avec Gare de Chasseneuil (Vienne).
La gare de Chasseneuil-sur-Bonnieure est une gare ferroviaire française fermée de la ligne de Limoges-Bénédictins à Angoulême. Elle est située sur le territoire de la commune de Chasseneuil-sur-Bonnieure, dans le département de la Charente en région Nouvelle-Aquitaine. Elle dessert notamment le Lycée professionnel (LEP) de la ville.
Elle est mise en service en 1875 par la Compagnie des Charentes. Halte de la Société nationale des chemins de fer français (SNCF), elle n'est plus desservie par des trains depuis le 13 mars 2018.

## Situation ferroviaire
Établie à 119 mètres d'altitude, la gare de Chasseneuil-sur-Bonnieure est située au point kilométrique (PK) 480,419 de la ligne de Limoges-Bénédictins à Angoulême, entre les gares de Fontafie et de Taponnat.

## Histoire
La compagnie des Charentes obtient la concession de la ligne Angoulême-Limoges en 1868 et les travaux durent jusqu'en 1875.
Le bâtiment voyageurs et son guichet sont fermés en 1987. Le point d'arrêt devient alors une halte SNCF, un point d'arrêt non géré (PANG) à entrée libre.
Jusqu'au 12 mars 2018, la gare était desservie par les trains du réseau TER Nouvelle-Aquitaine au rythme de 5 allers et retours Limoges-Angoulême. Depuis le 13 mars 2018, la gare n'est plus desservie par des trains, la ligne étant fermée entre Saillat - Chassenon et Angoulême,.

## Fréquentation
De 2015 à 2018, selon les estimations de la SNCF, la fréquentation annuelle de la gare s'élève aux nombres indiqués dans le tableau ci-dessous:
| Année     | 2015   | 2016   | 2017   | 2018   |
| --------- | ------ | ------ | ------ | ------ |
| Voyageurs | 31 627 | 27 141 | 28 700 | 21 027 |

## Service des voyageurs
La gare est desservie par les autocars du réseau TER Nouvelle-Aquitaine. Ce point d'arrêt est notamment utilisé par les élèves du CFA et du lycée professionnel Pierre-André-Chabanne situés à proximité immédiate.

## Patrimoine ferroviaire
L'ancien bâtiment voyageurs laissé longtemps à l'abandon est réhabilité en une bibliothèque municipale en 2013. 